# جاده ۹۷ (ایران)
جاده ۹۷  یک جاده شرقی ایران است که مشهد به تایباد متصل می‌کند این جاده  به خاطر ارتباط افغانستان با مشهد و همچنین تهران از طریق جاده ۴۴ (ایران) ارزشمند است. همه بخش‌های این جاده بخشی از بزرگراه شماره ۱ آسیا است.